# Cariber
Cariber er et indiansk folk som befolkede De små antiller i Caribien. I modsætning til arawakindianerne, som var de, som bosatte sig først i Antillerne, var cariberne krigeriske, og var også kendt for kannibalisme. Tainoerne, som levede i dagens Puerto Rico og på øen Hispaniola, fortalte med skræk til spaniolerne om hvordan, cariberne hærgede kysterne for at tage tainoer til fange for derefter at stege dem over bål og spise dem. Beskrivelser af caribernes samfundsliv viser, at de, selv om de dræbte eller fordrev den oprindelige arawak-befolkning, blev stærkt præget af arawakisk kultur og sprog. Mens de i dagliglivet brugte et sprog, som var stærkt præget af arawakisk, mødtes de mandlige medlemmer af lokalsamfundene i egne, lukkede krigerforsamlinger, hvor de dansede og sang og snakkede et rent caribisk sprog, et sprog, som alene var for de indviede mænd. Antropologer antager, at årsagen til dette tydelige sproglige skel kan være, at de oprindelige cariberne, som ankom til øerne. kun var mænd. Når de ankom til øerne, dræbte de eller fordrev alle arawakiske mænd, men beholdt de arawakernes kvinder for at tage dem som koner. Arawak-kvinderne videreformidlede deres arawakiske kultur og deres sprog til deres børn, og videreførte typisk arawakiske jordbrugsteknikker, mens mændene holdt sig til sin egen kultur i hævd gennem sine mands-samlinger. Mens de mere dagligt brugte ord, specielt indenfor jordbruget, er arawakiske, er ord for våben, krig, jagt, myter og guder caribiske.
Ved europæernes ankomst til kontinentet blev cariberne for det meste udryddede, i dag er det kun spredte grupper igen, mest på øen Dominica.